# Gare de Sanda
La gare de Sanda (三田駅, Sanda-eki) est une gare ferroviaire située dans la ville de Sanda, dans la préfecture de Hyōgo au Japon. La gare est exploitée par la compagnie JR West,sur la ligne Fukuchiyama/Ligne JR Takarazuka et par la Kobe Electric Railway sur la ligne Sanda.L’utilisation de la carte ICOCA est valable dans cette gare.

## Disposition des quais
La gare de Sanda est une gare disposant de deux quais et de deux voies, de même pour celle de la KER.
- Entre Sanda et Sanda-Honmachi, la ligne Kōen-Toshi est inclus dans la section de la ligne Sanda.

| N° de voie                | Ligne           | Direction                 |
| ------------------------- | --------------- | ------------------------- |
| 1                         | ▆ JR Takarazuka | Sasayamaguchi/Fukuchiyama |
| 3                         | ▆ JR Takarazuka | Takarazuka/Osaka          |
| Quai de la ligne Miyafuku |                 |                           |
| 1・2                      | ▆ Sanda         | Shinkaichi/Arima-Onsen    |
| 1・2                      | ▆ Kōen-Toshi    | Woody Town Chūō           |

## Gares/Stations adjacentes
| JR West               |                                            |                                            |                                            |                      |
| Direction Fukuchiyama | Ligne de Fukuchiyama (Ligne JR Takarazuka) | Ligne de Fukuchiyama (Ligne JR Takarazuka) | Ligne de Fukuchiyama (Ligne JR Takarazuka) | Direction Amagasaki  |
| Shin-Sanda            |                                            | Tambaji Rapid Service 丹波路快速           |                                            | Nishinomiya-Najio    |
| Shin-Sanda            |                                            | Rapid Service 快速                         |                                            | Nishinomiya-Najio    |
| Shin-Sanda            |                                            | Local 普通                                 |                                            | Dōjō                 |
| Kobe Electric Railway |                                            |                                            |                                            |                      |
| Direction Sanda       | ligne Shintetsu Sanda                      | ligne Shintetsu Sanda                      | ligne Shintetsu Sanda                      | Direction Arimaguchi |
| Terminus KB29         |                                            | Spécial Rapid Service 特快速               |                                            | Sanda-Honmachi KB28  |
| Terminus KB29         |                                            | Semi-Express 急行                          |                                            | Sanda-Honmachi KB28  |
| Terminus KB29         |                                            | Express 急行                               |                                            | Sanda-Honmachi KB28  |
| Terminus KB29         |                                            | Local 普通                                 |                                            | Sanda-Honmachi KB28  |

- Le Limited Express Kōnotori s'arrêtent à cette gare.

| Limited Express   |  |          |  |            |
| Nishinomiya-Najio |  | Kōnotori |  | Shin-Sanda |